# Toor (یونیکس)
toor (معکوس root) یک حساب کاربری جایگزین برای کاربر ریشه در سیستم‌عامل‌های شبه یونیکس است. این حساب کاربری بیشتر در خانواده بی‌اس‌دی استفاده می‌شود.

## هدف
در یونیکس، رسم است که فایل‌سیستم ریشه، (/) تا حد امکان کوچک نگه داشته شود و برنامه‌های بزرگ و داده‌هایی که به سرعت در حال تغییر هستند، به دیگر قسمت‌های سیستم مانند ‎/sur منتقل شوند. به این ترتیب، در صورت به وجود آمدن یک اشکال برای سیستم، احتمال اینکه کل سیستم غیرقابل استفاده شود، پایین می‌آید. همینطور وقتی که سیستمی دچار مشکل می‌شود، در حداقل‌ترین حالت کاربر ریشه باید قادر باشد به سیستم وارد شده و اشکالات آن را حل کند. حساب کاربری ریشه نباید به چیزهایی که در بیرون از فایل‌سیستم ریشه قرار دارند، وابسته باشد. چرا که در صورتی که برای مثال، پوسته این حساب کاربری در سیستم‌فایل ‎/usr قرار داشته باشد و این سیستم‌فایل هم بر اثر ایجاد یک اشکال غیرقابل دسترس باشد، کاربر ریشه نمی‌تواند به سیستم وارد شود، چرا که پوسته آن در سیستم‌فایلی قرار گرفته که هم‌اکنون غیرقابل دسترس است. برای حل این مشکل، معمولاً یک پوسته کوچک، کارا و قابل اطمینان به این حساب کاربری اختصاص داده می‌شود که در همان سیستم‌فایل ریشه (/) قرار دارد. اما این پوسته ساده، برای انجام کارهای عادی و روزمره خیلی مناسب نیست، چرا که اکثر قابلیت‌ها در آن گنجانده نشده‌است و کاربران در هنگام کار با آن احساس راحتی نمی‌کنند.
حساب کاربری toor، برای رفع این مشکل در نظر گرفته شده‌است. این حساب کاربری، با حساب اصلی root کاملاً یکسان است و حتی شماره شناسایی آن هم 0 است و دقیقا همان اختیارات را دارد. اما معمولاً یک پوسته کاربر پسندانه تر به آن اختصاص داده می‌شود تا مدیر سیستم بتواند راحت‌تر کارهای عادی و روزمره خود را انجام دهد.
به این ترتیب، دو حساب ریشه یکسان در سیستم وجود دارد. یکی کاربر root که دارای یک پوسته ساده است و برای مواقع اورژانسی کنار گذاشته شده و کاربران نباید پوسته آن را تغییر دهند، و دیگری کاربر toor که مدیران سیستم مجاز هستند تا پوسته آن را تغییر دهند و به این ترتیب راحت‌تر از سیستم استفاده کنند. همچنین برعکس این کار هم امکان‌پذیر است؛ به کاربر toor یک پوسته ساده که در (/) قرار دارد اختصاص داده شود و به کاربر root هم یک پوسته پیشرفته‌تر که در ‎/usr قرار دارد اختصاص داده شود.
وجود یک حساب کاربری ریشه جایگزین، می‌تواند سبب بروز مشکلات امنیتی بسیاری شود. این حساب کاربری، معمولاً به صورت پیشفرض فاقد هر گونه کلمه عبوری است و بدین ترتیب استفاده از آن به صورت پیشفرض ممکن نیست و غیرفعال است (در این حالت، هیچ خطری سیستم را تهدید نمی‌کند). برای فعال‌سازی آن، کافیست مدیر سیستم یک کلمه عبور برای آن انتخاب کرده (با استفاده از passwd) تا این حساب کاربری قابل استفاده شود.